# Club Marítimo de Mahón
El Club Marítimo de Mahón (CMM) es un club náutico español con sede en Mahón, en la isla de Menorca (Baleares).

## Historia
Anteriormente a la constitución del club marítimo, habían existido el “Club de Regatas de Mahón”, fundado en 1897 y “Sa Lliga”, una junta provincial de la Liga Marítima Española, ente oficial que se ocupaba de los temas vinculados con la mar, tanto de la Armada como de la Marina Mercante; y que fue constituida el 16 de diciembre de 1900. El 11 de marzo de 1945 se funda el Club Marítimo de Mahón, con Juan Florit Fernández como primer presidente.
Juan Victory Manella, uno de los primeros socios del club, adquirió inmediatamente un Snipe, novedosa clase de embarcación a vela que contrastaba con los pesados botes de madera “guayros” y “culés” aparejados con vela latina y mística utilizados entonces en la isla, y Juan Florit adquirió otro que puso a disposición de los maestros de ribera y carpinteros locales para su fabricación en la isla. Con los Snipes nació la actividad de la vela en el nuevo club y a finales de 1945 la SCIRA los reconoció oficialmente como flota internacional número 187. Contaba ya con 13 unidades.

## Flotas

### Clase Snipe
Es la clase de referencia del Club Marítimo de Mahón. Sus regatistas han ganado en siete ocasiones el campeonato de España de la clase snipe (1986, 1987, 1993, 1996, 1997, 2014 y 2015), por lo que solamente hay tres clubes con mayor número de títulos que el CMM, y en cinco ocasiones la Copa de España (1988, 1996, 2003, 2014 y 2016). 

### Clase Laser (ILCA 4 y 6)
Las clases ILCA 4 y 6 del Club Marítimo de Mahón han sido de las clases más recientes en tener representación en el club 

### Clase Optimist
El equipo de Optimist del Club Marítimo es la flota para los regatistas más pequeños del club.

### Clase Crucero
El club también cuenta con una flota de Cruceros, destacando en ella el tercer puesto del "Alba III", de Carlos M. Pons, en el Campeonato de España de 2022.

## Regatas
El club organiza anualmente la Copa del Rey de Barcos de época desde 2003, y un evento de las 52 Super Series desde 2021.

## Deportistas
- Fernando Rita, regatista olímpico en Barcelona 1992 en la clase Star, ha sido campeón de Europa (1986), tres veces campeón de España (1986, 1987 y 1993) y tercero en el campeonato del mundo (1999) de la clase Snipe.
- Damián Borrás ha sido campeón de Europa (1994), campeón de España (1997), campeón del mundo en categoría de veteranos (2018 y 2023), y tercero en el campeonato del mundo (2019).
- Jordi Triay ha sido campeón de Europa Juvenil (2008), campeón de Europa (2021 y 2023), campeón del Sur de Europa (2008), tres veces campeón de España (2012, 2014 y 2015) y, como tripulante de Damián Borrás, campeón del mundo en categoría de veteranos (2018), y tercero en el campeonato del mundo (2019).
- Enric Noguera ha sido campeón de España juvenil de 420 en 2013 y campeón de Europa juvenil en 2016, campeón de Europa en 2023, y campeón de España en 2022 y 2025 en la clase Snipe.